# Scott Shepherd

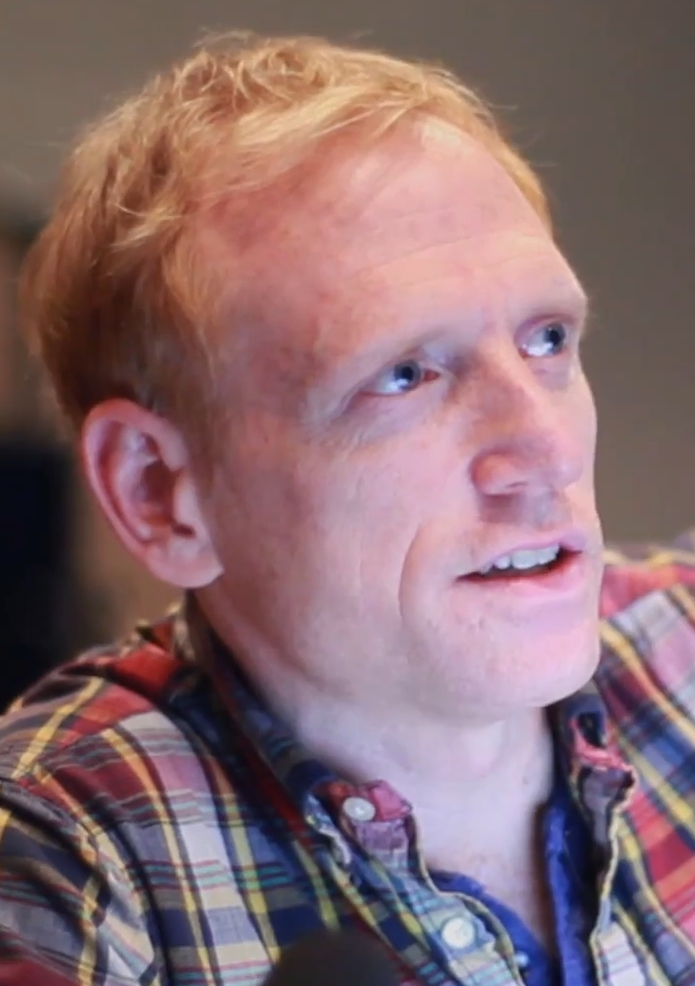
Scott Shepherd (2015)

Scott Shepherd (* in Raleigh, North Carolina) ist ein US-amerikanischer Schauspieler.

## Leben
Shepherd wurde Ende der 1960er Jahre in Raleigh, North Carolina, geboren. Mehrfach trat er mit der Theatergruppe The Wooster Group auf, unter anderem 1994 in einer mehr als zweistündigen Inszenierung von Macbeth, in der Shepherd alle Rollen sprach. 2011 wurde er für seine Rolle im Theaterstück Gatz mit einem Obie Award für die beste Performance ausgezeichnet.
Nach mehreren kleinen Nebenrollen in Filmen wie Side Effects – Tödliche Nebenwirkungen, Das grenzt an Liebe oder Die gesammelten Peinlichkeiten unserer Eltern in der Reihenfolge ihrer Erstaufführung war Shepherd 2015 in Steven Spielbergs Film Bridge of Spies – Der Unterhändler als CIA-Agent Hoffman zu sehen. Es folgten Rollen in den Serien The Young Pope, Elementary und der dritten Staffel von True Detective. 2019 übernahm Shepherd im Netflix-Film El Camino: Ein „Breaking Bad“-Film die Rolle des Casey.

## Filmografie (Auswahl)
- 1995: Throwing Down
- 2011: Brief Reunion
- 2011: Meanwhile
- 2013: Side Effects – Tödliche Nebenwirkungen (Side Effects)
- 2014: Das grenzt an Liebe (And So It Goes)
- 2015: Die gesammelten Peinlichkeiten unserer Eltern in der Reihenfolge ihrer Erstaufführung (The Family Fang)
- 2015: Bridge of Spies – Der Unterhändler (Bridge of Spies)
- 2015: Ithaca
- 2016: Jason Bourne
- 2016: Norman
- 2016: The Young Pope (Fernsehserie, 6 Episoden)
- 2017: Elementary (Fernsehserie, 2 Episoden)
- 2017: Wermut (Wormwood, Miniserie, 5 Episoden)
- 2017: Feinde – Hostiles (Hostiles)
- 2018: Radium Girls
- 2019: The Report
- 2019: True Detective (Fernsehserie, 4 Episoden)
- 2019: X-Men: Dark Phoenix (Dark Phoenix)
- 2019: First Cow
- 2019: El Camino: Ein „Breaking Bad“-Film (El Camino: A Breaking Bad Movie)
- 2019: Bluff City Law (Fernsehserie, 10 Episoden)
- 2020: Slow Machine
- 2020: Prodigal Son – Der Mörder in Dir (Prodigal Son, Fernsehserie, 1 Episode)
- 2020: Fugitive Dreams
- 2022: The Good Fight (Fernsehserie, 1 Episode)
- 2023: The Last of Us (Fernsehserie, 1 Episode)
- 2023: Killers of the Flower Moon
- 2025: The Rivals of Amziah King

## Theater (Auswahl)
- 2007: The Wooster Group Hamlet (Joseph Papp Public Theater/ Newman Theater, New York City)
- 2010: Gatz (Joseph Papp Public Theater/ Martinson Hall, New York City)
- 2011: Vieux Carre (BAC/ Jerome Robbins Theater, New York City)
- 2012: The Blood Knot (Pershing Square Signature Center/ The Alice Griffin Jewel Box Theatre, New York City)
- 2012: Gatz (Joseph Papp Public Theater/ Newman Theater, New York City)
- 2014: The Village Bike (Lucille Lortel Theatre, New York City)
- 2017: Measure For Measure (Joseph Papp Public Theater/ LuEsther Hall, New York City)